# 昭和農業恐慌
昭和農業恐慌（しょうわのうぎょうきょうこう）とは1930年（昭和5年）から1931年（昭和6年）にかけて深刻だった大不況（昭和恐慌）の農業および農村における展開。単に農業恐慌（のうぎょうきょうこう）ともいう。

## 概要
昭和恐慌で、とりわけ大きな打撃を受けたのは農村であった。世界恐慌によるアメリカ合衆国国民の窮乏化により生糸の対米輸出が激減したことによる生糸価格の暴落を導火線とし他の農産物も次々と価格が崩落、井上準之助大蔵大臣のデフレ政策と1930年（昭和5年）の豊作による米価下落により、農業恐慌は本格化した。この年は農村では日本史上初といわれる「豊作飢饉」が生じた。米価下落には朝鮮や台湾からの米流入の影響もあったといわれる。当時、米と繭の二本柱で成り立っていた日本の農村は、その両方の収入源を絶たれる形となり、農村の経済は壊滅的な打撃を受けた。
翌1931年（昭和6年）には一転して東北地方・北海道地方が冷害により大凶作にみまわれた。不況のために兼業の機会も少なくなっていたうえに、都市の失業者が帰農したため、東北地方を中心に農家経済は疲弊し、飢饉水準の窮乏に陥り、貧窮のあまり東北地方や長野県では青田売りが横行して欠食児童や女子の身売りが深刻な問題となった。税収入が激減したため小学校教員を含む公務員の給料不払い問題も起こった。また、穀倉地帯とよばれる地域を中心に小作争議が激化した。
一方、当時の立憲民政党内閣で農林大臣を歴任した町田忠治は緊縮財政政策を支持し、農村自身による自助努力を提唱。むしろ消費者の利益のため米価低減を肯定して、農家へは地方税減税などにより、負担を極力減らす方針を採った。これに対し、農務局長石黒忠篤を中心とする農林官僚らは、自力更生を標榜しつつも農家へ直接的な資金援助の実施を主張した。しかし、「農村が危機にある」という世論のイメージが一人歩きし、民政党側が有効な対処を打てない内に総辞職となり、町田も下野する。続いて成立した犬養内閣では、石黒は農林次官に就任し、自身の政策を実行に移して行った。
1933年（昭和8年）以降、輸出好調により景気は回復局面に入るが、同年に昭和三陸津波が起こり、東北地方の太平洋沿岸部は甚大な被害をこうむった。また、1934年（昭和9年）は記録的な大凶作となって農村経済の苦境はその後もつづいた。農作物価格が恐慌前年の価格に回復するのは1936年（昭和11年）であった。

## 農業恐慌対策
- 負債整理事業
- 米価対策
- 救農土木事業
- 農山漁村経済更生運動
- 東北振興策